# Bergia cerina
Bergia cerina är en djurart som tillhör fylumet slemmaskar, och som först beskrevs av Heinrich Bürger 1890.  Bergia cerina ingår i släktet Bergia och familjen Drepanophoridae. Inga underarter finns listade i Catalogue of Life.